# Бочаниха
Бочаниха — село в Баганском районе Новосибирской области. Входит в состав Баганского сельсовета.

## География
Площадь села — 38 гектаров.

## Население
| 1976 | 1995 | 2002 | 2007 | 2010 |
| ---- | ---- | ---- | ---- | ---- |
| 302  | ↘275 | ↘205 | ↘198 | ↘164 |

## Инфраструктура
В селе по данным на 2006 год функционируют 1 учреждение здравоохранения, 1 образовательное учреждение.

## Известные уроженцы
- Матвиенко, Андрей Григорьевич (1925—1984) — советский военнослужащий, сержант, Герой Советского Союза.